# Ville palladiane

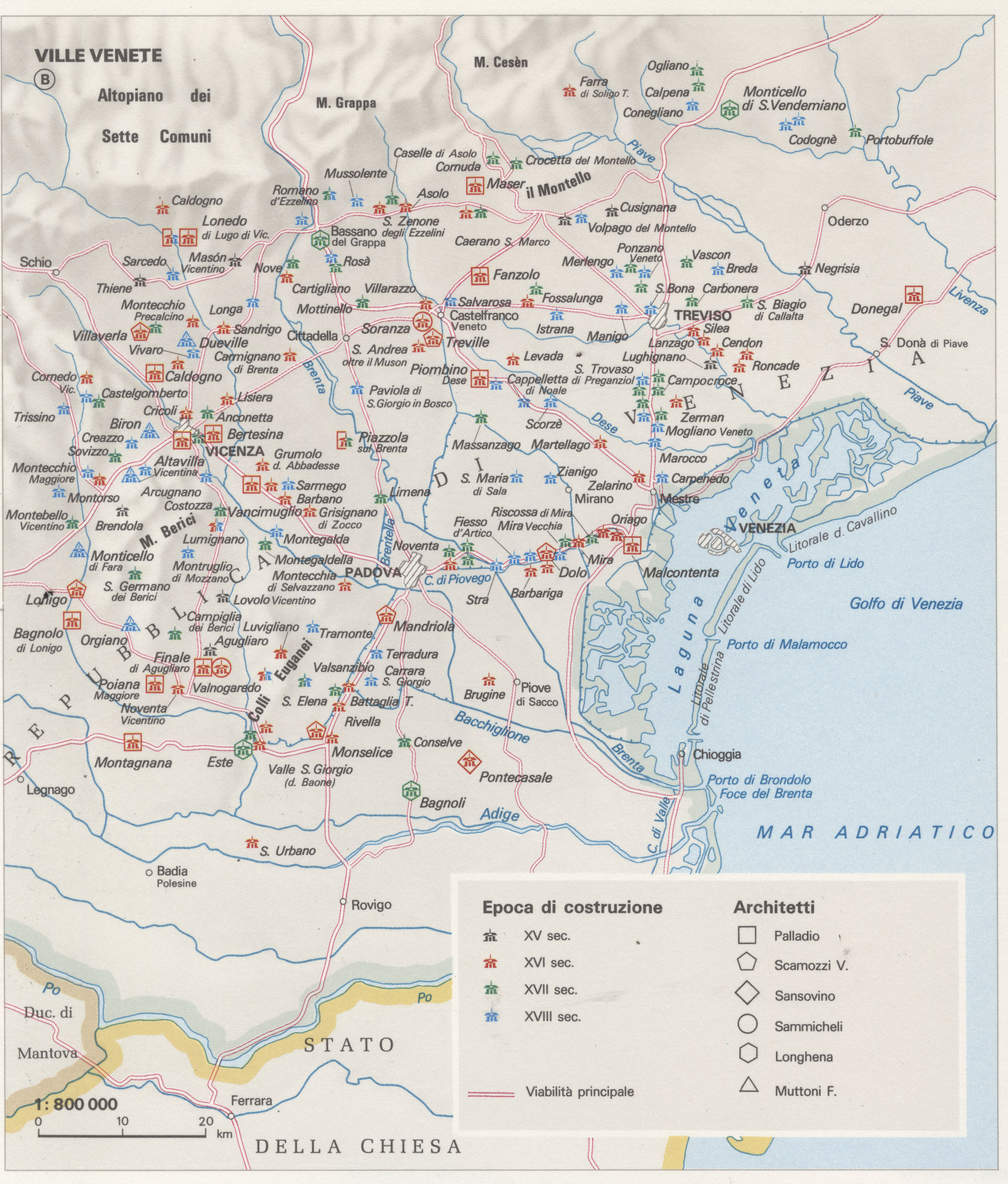
Mappa delle ville venete; le ville palladiane sono segnalate con la forma quadrata.

Le ville palladiane sono un insieme di ville venete (del territorio della Repubblica di Venezia), concentrate per la maggior parte nella provincia di Vicenza, edificate intorno alla metà del Cinquecento dall'architetto Andrea Palladio per le famiglie più importanti del luogo, soprattutto aristocratici ma anche alcuni esponenti dell'alta borghesia della Repubblica veneta.
Le ville palladiane si distinguono sia dalle antiche ville romane sia dalle ville medicee in Toscana: infatti non erano destinate unicamente allo svago dei proprietari, ma erano anzitutto dei complessi produttivi. Circondate da vaste estensioni di campi coltivati e vigneti, le ville comprendevano magazzini, stalle e depositi per il lavoro agricolo. Di norma presentano ali laterali, le barchesse, destinate a contenere gli ambienti di lavoro, dividendo razionalmente lo spazio del corpo centrale, destinato ai proprietari, da quello dei lavoratori, in modo da non sovrapporre le diverse attività. Il corpo centrale è a sua volta suddiviso in senso verticale, dove ogni piano assolve funzioni diverse.
Grazie anche alle loro descrizioni e ai dettagliati disegni pubblicati da Palladio nel trattato I quattro libri dell'architettura (1570), le ville palladiane divennero per secoli oggetto di studio per architetti provenienti dal resto d'Europa e non solo, che si ispirarono ad esse per le loro realizzazioni.
Tra il 1994 e il 1996, le ville palladiane sono state inserite dall'UNESCO nella lista dei Patrimoni dell'umanità dell'UNESCO, all'interno del sito seriale denominato Città di Vicenza e le ville palladiane del Veneto.

## L'architettura della villa

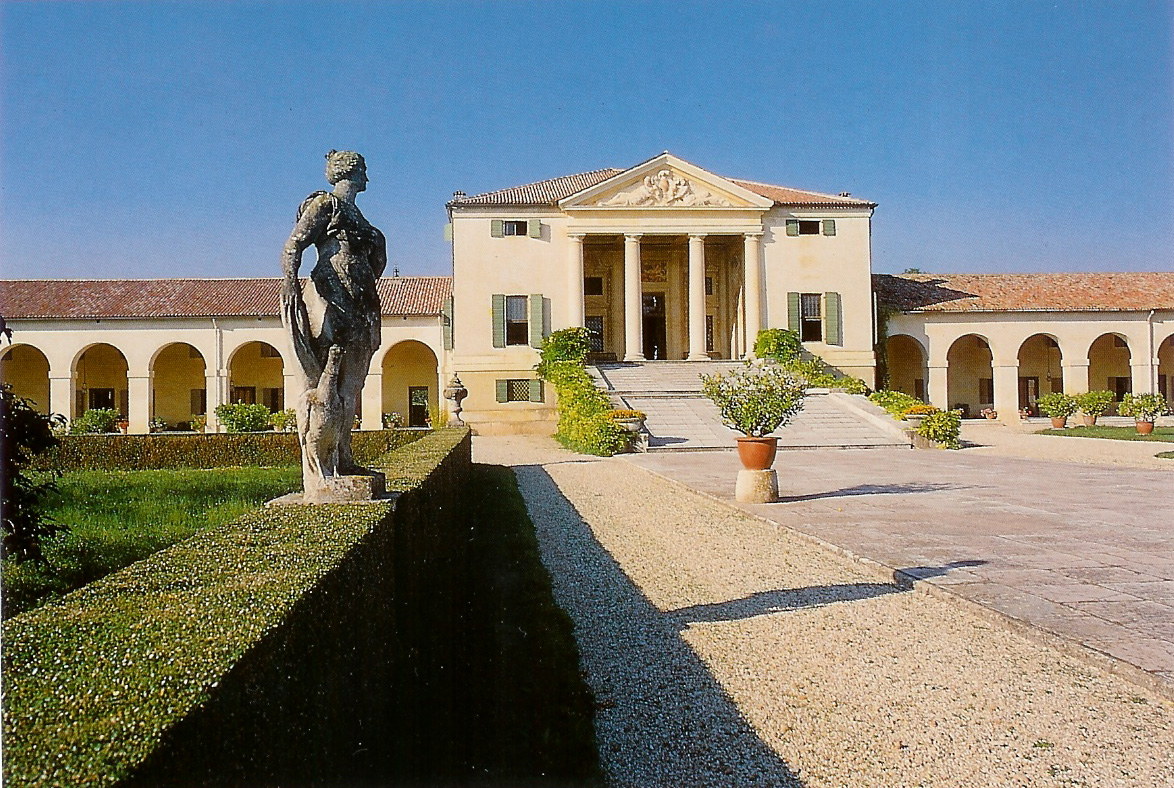
Villa Emo

La reputazione di Palladio, agli inizi e anche dopo la morte, si è fondata sulla sua abilità di disegnatore di ville. Durante la Guerra della Lega di Cambrai (1509-1517) erano stati inferti ingenti danni a case, barchesse e infrastrutture rurali. Il raggiungimento dei precedenti livelli di prosperità nella campagna fu probabilmente lento, e avvenne soltanto negli anni quaranta del Cinquecento, con la crescita del mercato urbano delle derrate alimentari e la decisione a livello governativo di liberare Venezia e il Veneto dalla dipendenza dal grano importato, e specialmente da quello che proveniva dal sempre minaccioso Impero ottomano. Questo enorme investimento in agricoltura e nelle strutture necessarie alla produzione agricola accelerò il passo. Per decenni i proprietari terrieri avevano acquistato costantemente, sotto lo stabile governo veneziano, piccole tenute, ed avevano consolidato i loro domìni non solo attraverso l'acquisto, ma anche con lo scambio di grandi poderi con gli altri possidenti. Gli investimenti nell'irrigazione e le bonifiche mediante drenaggio accrebbero ulteriormente il reddito dei ricchi latifondisti.
Le ville del Palladio - cioè le case dei proprietari fondiari - rispondevano alla necessità di un nuovo tipo di residenza rurale. Secondo Howard Burns, i suoi disegni riconoscono implicitamente che non era necessario avere un grande palazzo in campagna modellato direttamente su quelli di città, quali sono di fatto molte ville della fine del XV secolo (come l'enorme villa da Porto a Thiene). Qualcosa di più piccolo, spesso con un unico piano principale abitabile, era adatto come centro per controllare l'attività produttiva, da cui derivava probabilmente la maggior parte del reddito del proprietario, e per impressionare gli affittuari e i vicini oltre che per intrattenere gli ospiti importanti. Queste residenze, benché fossero talvolta più piccole delle ville precedenti, erano ugualmente efficaci al fine di stabilire una presenza sociale e politica nelle campagne ed erano adatte per il riposo, la caccia, e per sfuggire dalla città, sempre potenzialmente malsana.

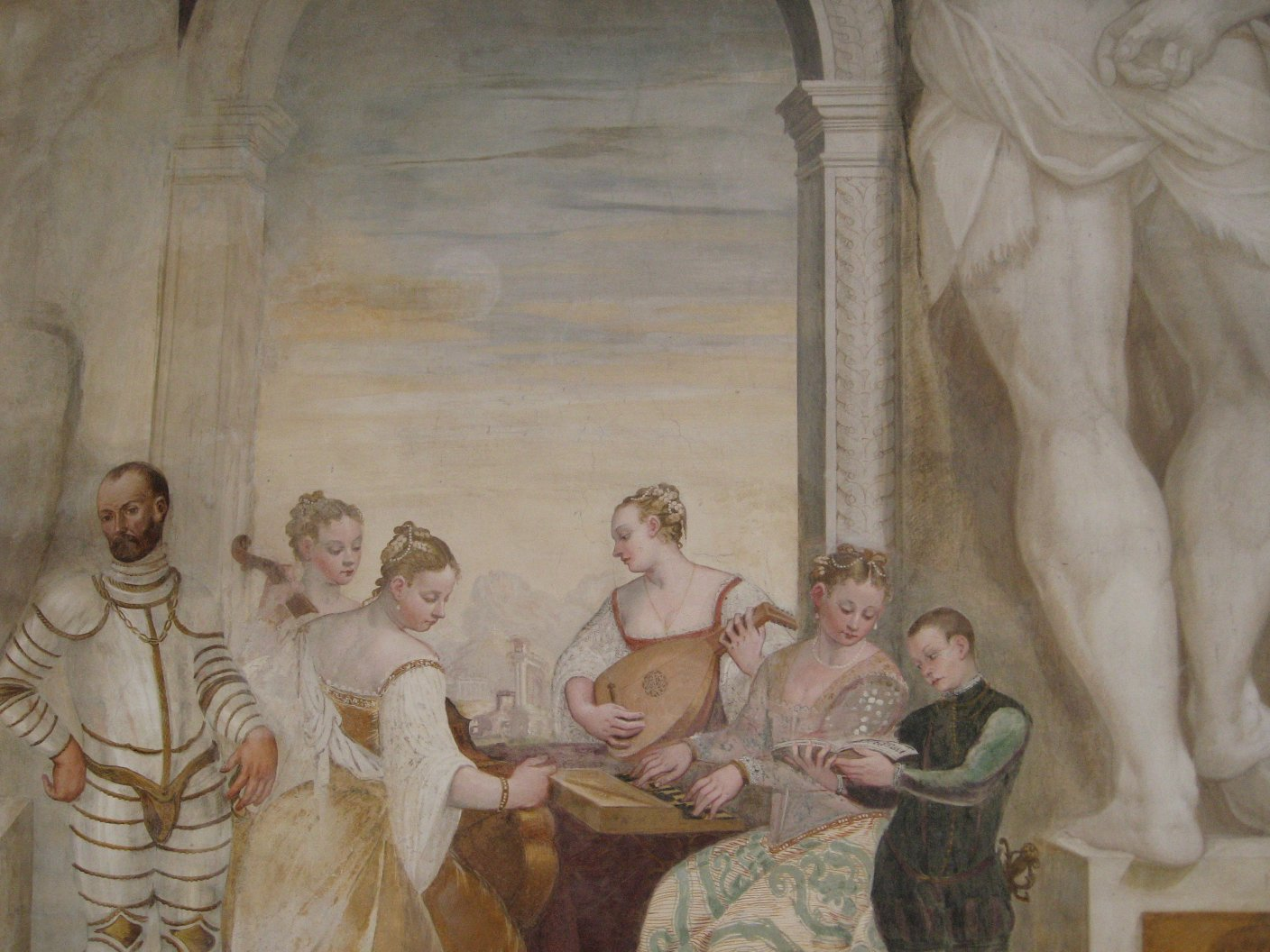
Gli affreschi del salone di Villa Caldogno testimoniano i vari momenti della vita in villa all'epoca di Palladio

Le facciate, dominate da frontoni di solito decorati con le insegne del proprietario, annunciavano una potente presenza in un vasto territorio pianeggiante, e non avevano bisogno, per essere visibili, dell'altezza dei palazzi cittadini. Le loro logge offrivano un luogo piacevole ed ombreggiato per pasteggiare, per conversare o per le esecuzioni musicali, attività queste che si possono vedere celebrate nella decorazione della villa, ad esempio a villa Caldogno.
Negli interni Palladio distribuiva le funzioni sia verticalmente che orizzontalmente. Cucine, dispense, lavanderie e cantine si trovavano al piano terreno: l'ampio spazio sotto il tetto veniva impiegato per conservare il prodotto più prezioso della tenuta: il grano, che incidentalmente serviva anche per isolare gli ambienti abitabili sottostanti. Al piano principale, abitato dalla famiglia e dai suoi ospiti, le stanze più pubbliche (la loggia e il salone) si trovavano sull'asse centrale mentre a destra e a sinistra vi erano delle infilate simmetriche di stanze, dalle grandi camere rettangolari, attraverso le stanze quadrate di medie dimensioni, fino a quelle rettangolari piccole, usate talvolta dai proprietari come studi o uffici per amministrare il fondo.
L'abitazione dei possidenti spesso non era l'unica costruzione di cui Palladio era responsabile. Le ville, nonostante la loro apparenza non fortificata e le loro logge aperte, discendevano ancora direttamente dai castelli ed erano circondate da un cortile recintato da un muro che le dotava della necessaria protezione dai banditi e dai malintenzionati. Il cortile ("cortivo") conteneva barchesse, torri colombaie, forni per il pane, pollai, stalle, abitazioni per i fattori e per i servitori domestici, stanze per fare il formaggio e cantine per spremere l'uva. Già dal XV secolo si usava creare una corte davanti alla casa, con un pozzo, separata rispetto al cortile di servizio e con le sue barchesse, gli animali e gli spazi per battere il grano. Giardini, orti di verdure e di spezie, vasche per i pesci e, quasi invariabilmente, un grande frutteto (il "brolo") erano tutti raggruppati o localizzati all'interno del muro di cinta.

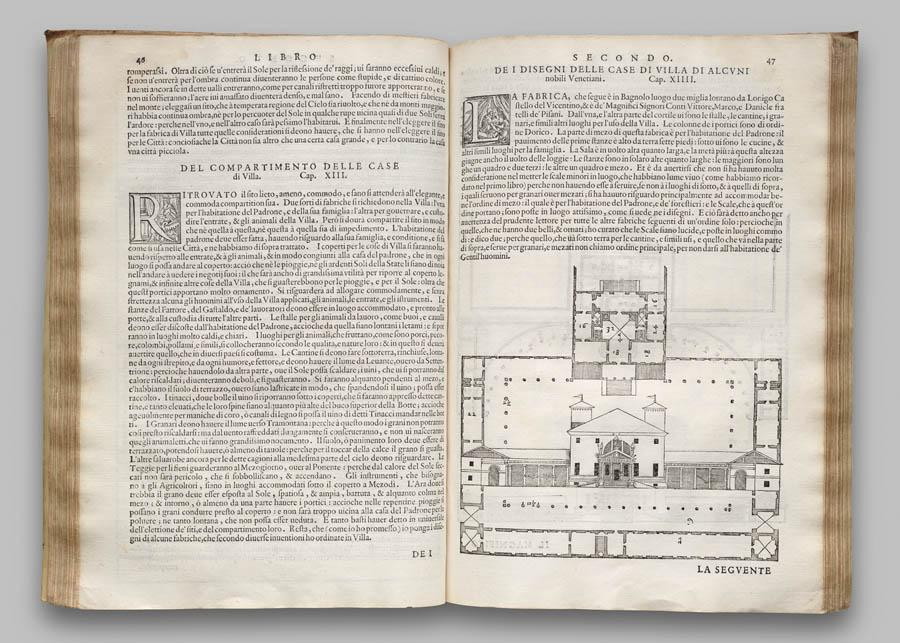
Villa Pisani a Bagnolo ne I quattro libri dell'architettura di Palladio (libro II)

Nei suoi disegni Palladio cercò di coordinare tutti questi differenti elementi che nei complessi precedenti non erano collocati in considerazione delle visuali simmetriche e delle gerarchie architettoniche, ma soltanto in base alla forma dell'area disponibile, generalmente delimitata da strade e corsi d'acqua. Anche l'orientamento era importante: ne I quattro libri dell'architettura, pubblicati a Venezia nel 1570, Palladio afferma che le barchesse dovrebbero essere esposte a sud in modo da tenere asciutta la paglia, per evitare che fermenti e bruci.
Palladio trovò ispirazione nei grandi complessi antichi che somigliano alle dimore di campagna circondate dalle loro dipendenze, o che forse credeva davvero fossero dei complessi residenziali - esemplare è il Santuario di Ercole Vincitore a Tivoli, che egli aveva rilevato. È chiaro per esempio, che le barchesse ricurve che costeggiano l'imponente facciata della villa Badoer riprendevano quel che era ancora visibile del Foro di Augusto. Nel suo trattato Palladio mostra generalmente gli impianti di villa simmetrici, ma in realtà era consapevole del fatto che qualora non fosse stato possibile esporre entrambe le ali delle barchesse a Sud, come nel caso di villa Barbaro a Maser, il complesso non sarebbe mai stato costruito simmetricamente. Un esempio è la villa Pojana, dove la grande barchessa con raffinati capitelli dorici è certamente disegnata da Palladio. La barchessa esistente è esposta a Sud, e non viene bilanciata da un elemento corrispondente dall'altro lato della facciata principale.
Secondo Giulio Carlo Argan, "le ville non hanno più nulla del castello né sono luoghi di delizie e di spassi, come il Palazzo Te a Mantova: sono ampie case di campagna, con annessi i rustici per la gestione della tenuta; la loro pianta è aperta, sciolta, articolata secondo lo spazio, le pendenze del terreno, le opportunità climatiche; i saloni non sono luoghi di rappresentanza ma ambienti destinati all'ospitalità, alla vita mondana, ai balli, ai concerti". "I parchi e i giardini, come natura educata o formata dall'uomo, collegano l'architettura ai larghi spazi coltivati, alle colline, ai boschi: segnano il passaggio, attraverso una progressiva elezione formale, dalla luce diffusa della natura alla luce cristallizzata nelle nitide superfici e nei ritmi compositivi delle costruzioni".

## La vita in villa e la sua filosofia

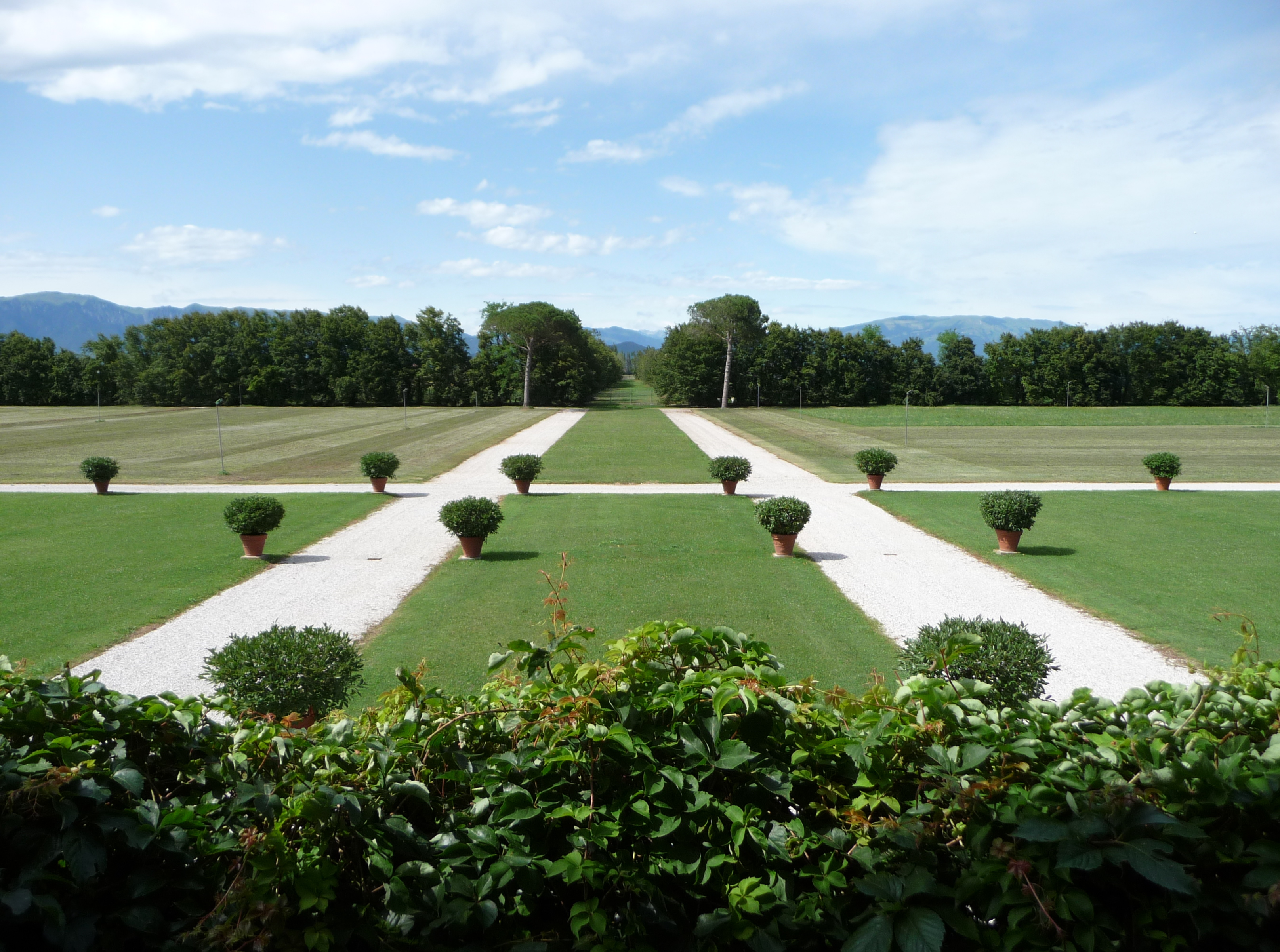
Il parco che si sviluppa nel retro di Villa Emo

Palladio riteneva che la villa fosse, oltre che centro di proprietà terriera, anche luogo di salute, benessere, studio e riflessione. Egli scrisse nei Quattro Libri:
(I quattro libri dell'architettura, II, pag.45)
Con le ville, i loro giardini, l'ambiente in cui sono costruite, Palladio affronta il tema, dibattuto nel XVI secolo, del rapporto fra civiltà e natura e lo risolve "affermando il profondo senso naturale della civiltà, sostenendo che la suprema civiltà consiste nel raggiungere il perfetto accordo con la natura senza perciò rinunciare a quella coscienza della storia che è la sostanza stessa della civiltà". Questo "spiega l'enorme fortuna che il pensiero e l'opera del Palladio avranno nel Settecento, quando i filosofi dell'Illuminismo sosterranno il fondamento naturale della civiltà umana".
La villa attraverso l'architettura e le decorazioni pittoriche dava sfoggio della ricchezza, della nobiltà e del buon gusto della famiglia proprietaria. L'edificio, centro di direzione dell'azienda agricola, divenne luogo in cui l'aristocrazia curava i propri interessi non solo economici ma anche culturali, con lo studio e la meditazione (l'otium, secondo la definizione già data da Cicerone), senza trascurare il divertimento (caccia, danza, giochi di società, passeggiate nel brolo) ed il riposo dalla vita impegnata e faticosa della città (il negotium che in latino significava "occupazione", "affare").

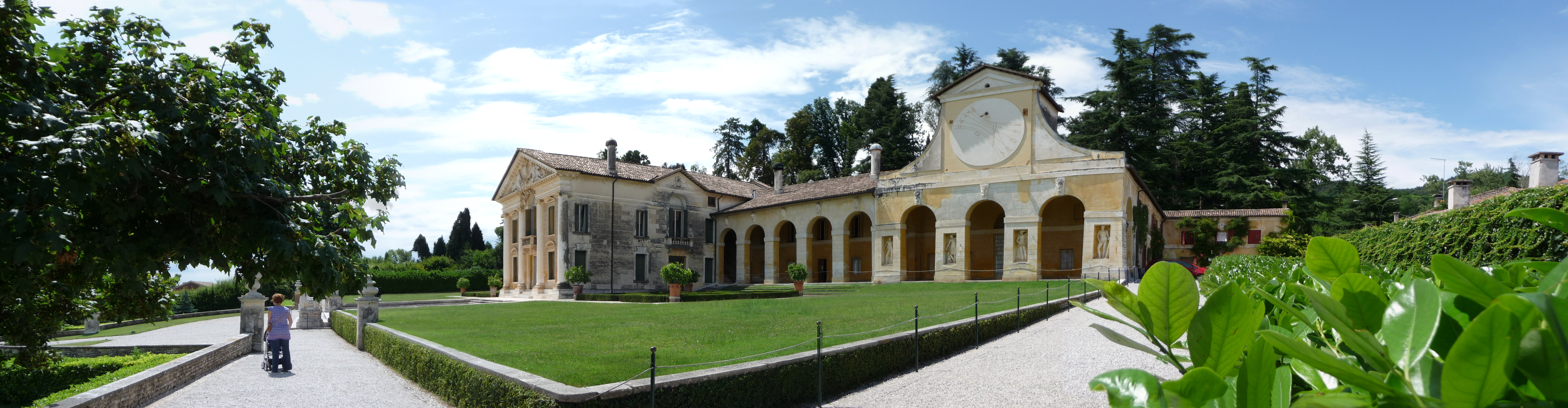
Vista laterale di Villa Barbaro

## Elenco delle Ville
| #       | Nome                               | Città                    | Provincia            | Immagine | Coordinate            |
| ------- | ---------------------------------- | ------------------------ | -------------------- | -------- | --------------------- |
| 712-002 | Villa Trissino                     | Vicenza                  | Provincia di Vicenza |          | 45°33′55″N 11°32′49″E |
| 712-003 | Villa Gazzotti Grimani             | Vicenza                  | Provincia di Vicenza |          | 45°33′13″N 11°34′30″E |
| 712-004 | Villa Almerico Capra, «La Rotonda» | Vicenza                  | Provincia di Vicenza |          | 45°31′54″N 11°33′36″E |
| 712-005 | Villa Angarano                     | Bassano del Grappa       | Provincia di Vicenza |          | 45°46′50″N 11°43′25″E |
| 712-006 | Villa Caldogno                     | Caldogno                 | Provincia di Vicenza |          | 45°36′26″N 11°30′24″E |
| 712-007 | Villa Chiericati                   | Grumolo delle Abbadesse  | Provincia di Vicenza |          | 45°30′16″N 11°39′12″E |
| 712-008 | Villa Forni Cerato                 | Montecchio Precalcino    | Provincia di Vicenza |          | 45°39′11″N 11°33′40″E |
| 712-009 | Villa Godi                         | Lonedo di Lugo Vicentino | Provincia di Vicenza |          | 45°44′44″N 11°31′43″E |
| 712-010 | Villa Pisani                       | Bagnolo di Lonigo        | Provincia di Vicenza |          | 45°21′31″N 11°22′10″E |
| 712-011 | Villa Poiana                       | Poiana Maggiore          | Provincia di Vicenza |          | 45°16′54″N 11°30′03″E |
| 712-012 | Villa Saraceno                     | Agugliaro                | Provincia di Vicenza |          | 45°18′38″N 11°35′12″E |
| 712-013 | Villa Thiene                       | Quinto Vicentino         | Provincia di Vicenza |          | 45°34′22″N 11°37′47″E |
| 712-014 | Villa Trissino                     | Sarego                   | Provincia di Vicenza |          | 45°25′42″N 11°24′49″E |
| 712-015 | Villa Valmarana                    | Bolzano Vicentino        | Provincia di Vicenza |          | 45°35′01″N 11°36′41″E |
| 712-016 | Villa Valmarana                    | Monticello Conte Otto    | Provincia di Vicenza |          | 45°34′58″N 11°35′40″E |
| 712-017 | Villa Badoer, «La Badoera»         | Fratta Polesine          | Provincia di Rovigo  |          | 45°01′48″N 11°38′46″E |
| 712-018 | Villa Barbaro                      | Maser                    | Provincia di Treviso |          | 45°48′20″N 11°58′48″E |
| 712-019 | Villa Emo                          | Vedelago                 | Provincia di Treviso |          | 45°42′43″N 11°59′23″E |
| 712-020 | Villa Zeno                         | Cessalto                 | Provincia di Treviso |          | 45°42′11″N 12°38′20″E |
| 712-021 | Villa Foscari, «La Malcontenta»    | Mira                     | Provincia di Venezia |          | 45°26′07″N 12°12′01″E |
| 712-022 | Villa Pisani                       | Montagnana               | Provincia di Padova  |          | 45°13′37″N 11°28′07″E |
| 712-023 | Villa Cornaro                      | Piombino Dese            | Provincia di Padova  |          | 45°36′14″N 11°59′57″E |
| 712-024 | Villa Serego                       | San Pietro in Cariano    | Provincia di Verona  |          | 45°29′58″N 10°55′32″E |
| 712-025 | Villa Piovene                      | Lugo Vicentino           | Provincia di Vicenza |          | 45°44′48″N 11°31′36″E |

Di queste Villa Trissino a Cricoli non è attualmente attribuita a Palladio da più parte della critica, ma rimane legata tradizionalmente al suo nome.

### Altre

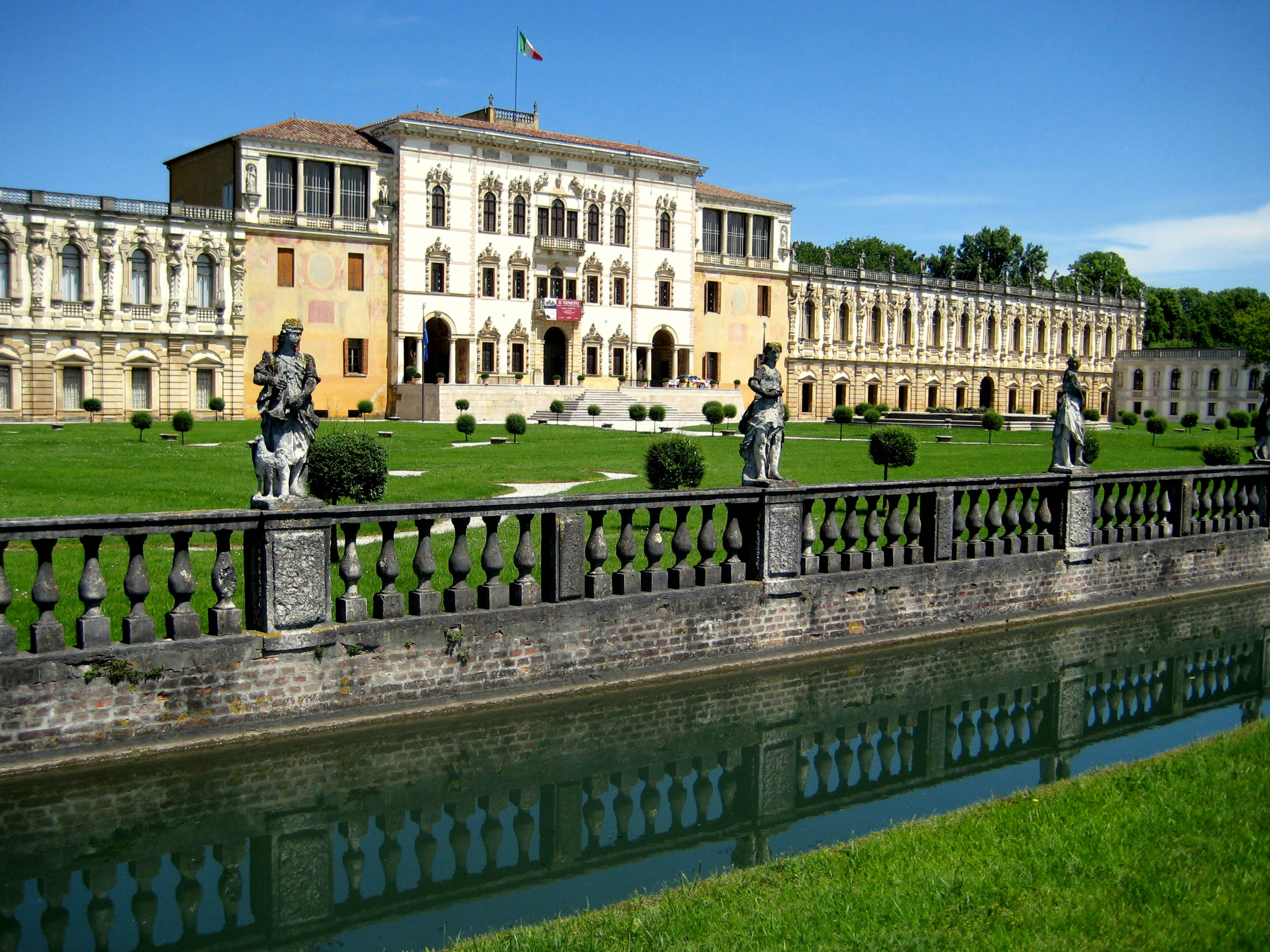
Villa Contarini, una delle più grandi ville venete.

Altre ville palladiane, non comprese nell'elenco UNESCO perché incompiute, ricostruite o di incerta attribuzione:
- Villa Thiene (Cicogna di Villafranca Padovana), incompiuta, costruita solo una barchessa;
- Villa Repeta (Campiglia dei Berici), distrutta da un incendio e ricostruita in altra foggia;
- Villa Porto (Molina di Malo), incompiuta;
- Villa Porto (Vivaro di Dueville), di incerta attribuzione, anche se tradizionalmente attribuita a Palladio;
- Villa Contarini (Piazzola sul Brenta), il cui primo nucleo è probabilmente di Palladio, ma ricostruita in foggia seicentesca;
- Villa Arnaldi (Sarego), incompiuta.

Tra i progetti di villa pubblicati da Palladio ne I quattro libri dell'architettura (1570) e realizzati solo parzialmente, vi furono anche villa Mocenigo "sopra la Brenta" a Dolo, modificata a tal punto da rendere irriconoscibile il progetto palladiano e poi demolita nel XIX secolo, e villa Mocenigo a Marocco, costruita solo in parte e poi demolita nel XIX secolo.